# Glotternskogen
Glotternskogen är ett naturreservat i Norrköpings kommun. 
Den norra delen av reservatet är dessutom Natura 2000-område. 
Reservatet omfattar 345,7 ha, varav 264 ha består av land och 81,7 ha av vatten.

## Beskrivning
Området är typiskt för Kolmården. Det består av kuperad terräng i form av sprickdalslandskap med äldre talldominerade hällmarker, sumpskogar, branter, sjöar och myrar som doftar av skvattram och pors.
Reservatet ligger utmed de större sjöarna Övre Glottern och Nedre Glottern. Andra sjöar som helt eller delvis ligger inom reservatet är Råsjön, Råsjö tärna, Smågölarna, Övre Herrgölen, Stora Askgölen, Lilla Askgölen och Blåkullsgölen.

## Kulturhistoria och friluftsliv
I reservatets norra del finns lämningar efter ett 60-tal kolbottnar.
Vindskydd, dass och grillplatser finns både vid Nedre och Övre Glottern. Vid Övre Glottern finns dessutom en bokningsbar bastu. Vill man fiska i området måste fiskekort lösas och regler efterlevas.

## Övrigt
- Glotternskogens naturreservat förvaltas av Norrköpings kommun.
- Markägare är Norrköpings kommun.

## Bilder

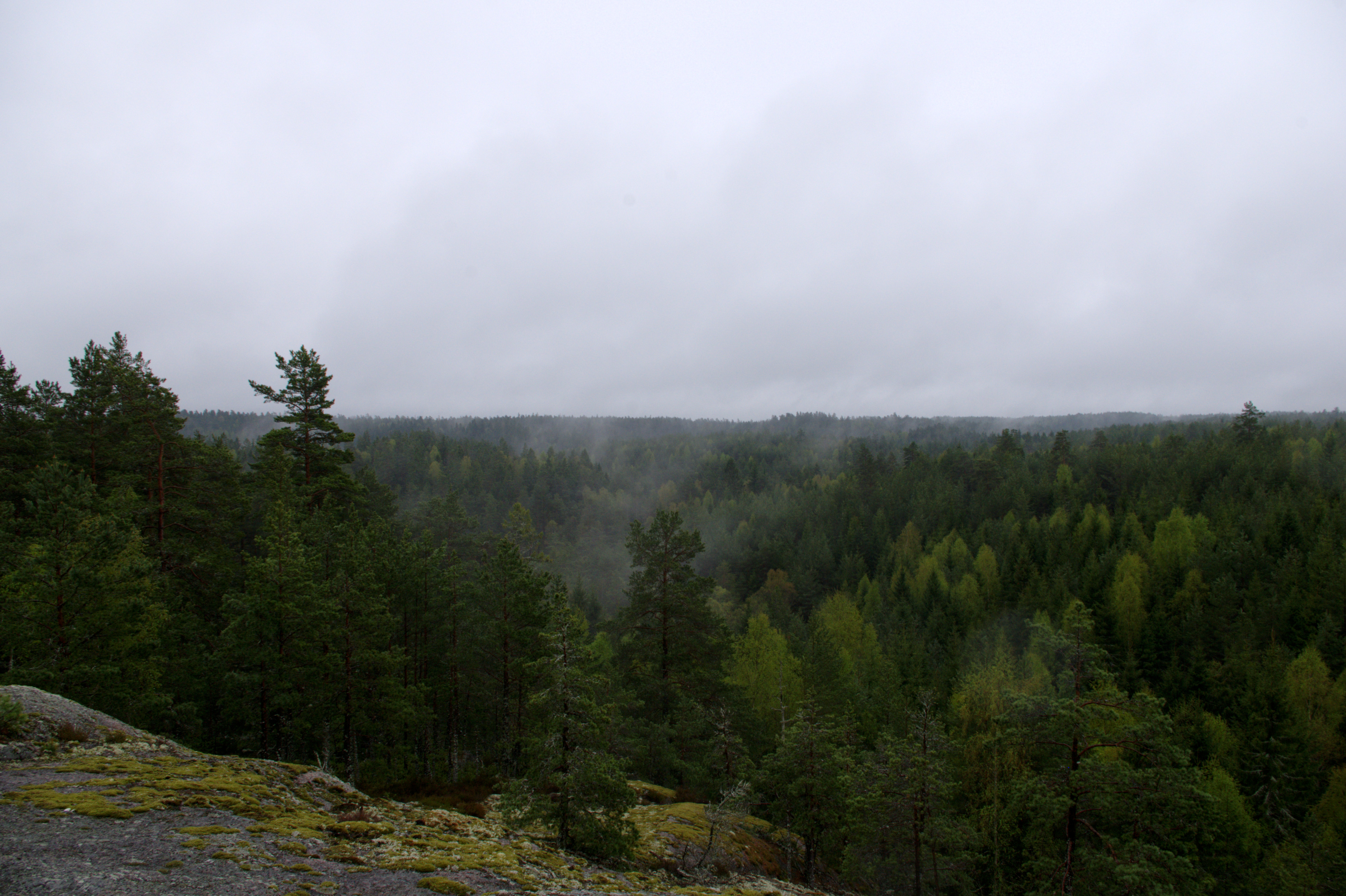
Utsikt från bergsknalle vid Glotternskogens naturreservat.
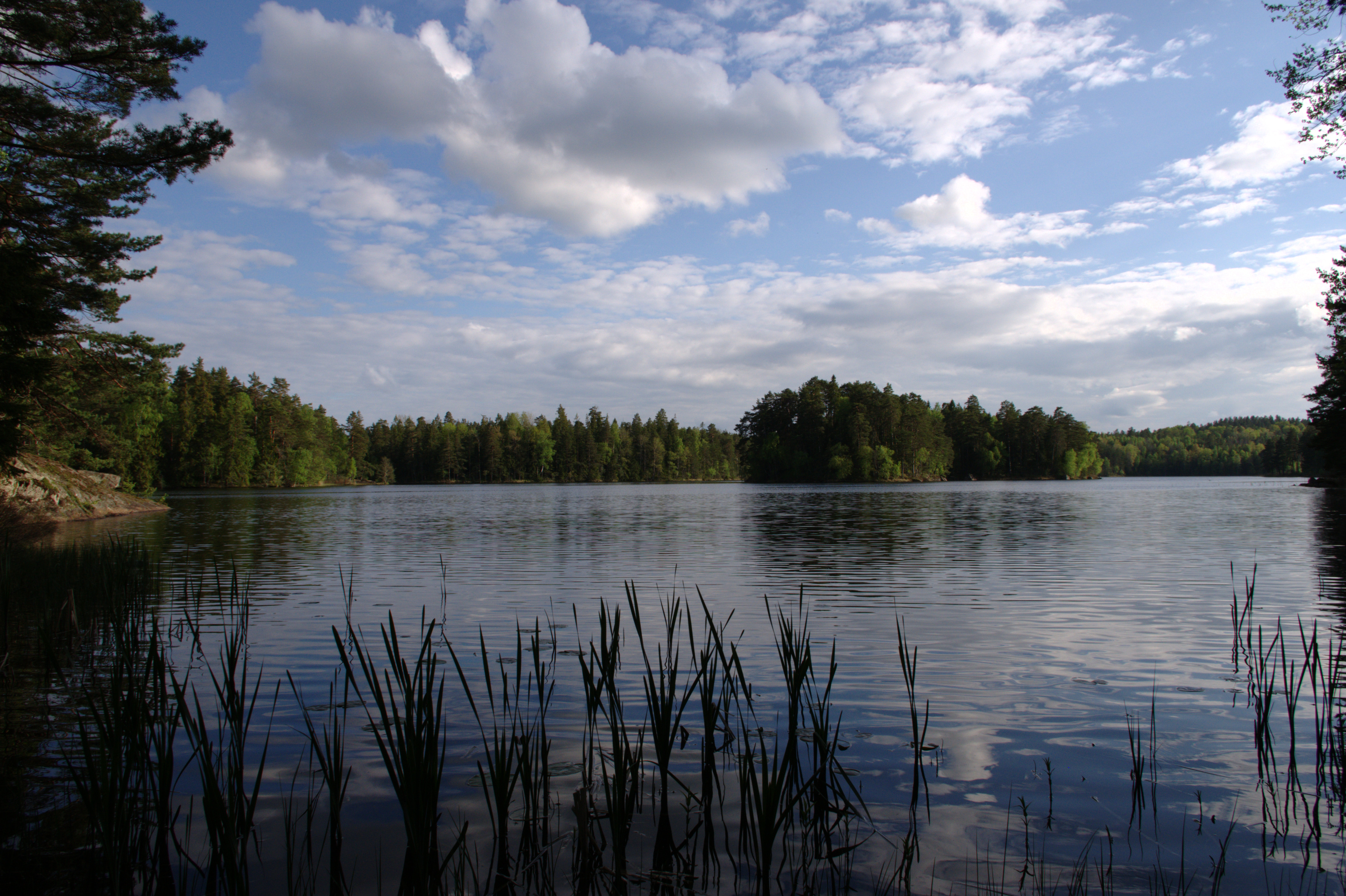
Bild på Övre Glottern vid Glotternskogens naturreservat.